# Supercoppa italiana 2018 (pallacanestro maschile)
La Supercoppa italiana 2018, denominata per ragioni di sponsorizzazione Zurich Connect Supercoppa 2018,  è stata la 24ª edizione della supercoppa italiana di pallacanestro maschile.
Si è  disputata il 29 e il 30 settembre 2018 presso il PalaLeonessa di Brescia tra i club:
- Olimpia Milano, campione d'Italia 2017-18
- Aquila Trento, finalista di Serie A 2017-18
- Auxilium Torino, vincitrice della Coppa Italia 2018
- Brescia, finalista di Coppa Italia 2018

## Tabellone
|  | Semifinali | Semifinali       | Semifinali |                 |    | Finale         | Finale | Finale |  |
|  |            |                  |            |                 |    |                |        |        |  |
|  | 1          | Olimpia Milano   | 81         |                 |    |                |        |        |  |
|  | 1          | Olimpia Milano   | 81         |                 |    |                |        |        |  |
|  | 4          | Leonessa Brescia | 59         |                 |    |                |        |        |  |
|  | 4          | Leonessa Brescia | 59         |                 | 1  | Olimpia Milano | 82     |        |  |
|  |            |                  |            |                 | 1  | Olimpia Milano | 82     |        |  |
|  |            |                  | 3          | Auxilium Torino | 71 |                |        |        |  |
|  | 3          | Auxilium Torino  | 3          | Auxilium Torino | 71 | 81             |        |        |  |
|  | 3          | Auxilium Torino  |            |                 |    |                |        |        |  |
|  | 2          | Aquila Trento    | 72         |                 |    |                |        |        |  |

## Semifinali
| Arbitri: | Sahin (Messina) Biggi (Sarmato) Bettini (Bologna) |

| |            | |
| Cotton 21 | Punti      | 15 Jovanović |
| Poeta 6 | Assist     | 6 Flaccadori |
| Wilson 8 | Rimbalzi   | 8 Jovanović |
| 0 Wilson• 1 Rudd• 14 McAdoo• 15 Taylor• 32 Cotton 3 Anumba• 4 Carr• 6 Guaiana• 8 Poeta• 10 Delfino• 12 Cusin• 19 Marrone | Formazioni | 4 Radičević• 12 Flaccadori• 15 Gomes• 22 Hogue• 32 Jovanović 1 Marble• 7 Pascolo• 9 Mian• 10 Forray• 14 Mezzanotte• 20 Voltolini |
| Larry Brown | Allenatori | Maurizio Buscaglia |

| Arbitri: | Filippini (Pisa) Vicino (Bologna) Weidmann (Roma) |

| |            | |
| Nedović 23 | Punti      | 15 Abass |
| Nedović 7 | Assist     | 9 Vitali |
| Gudaitis 11 | Rimbalzi   | 10 Hamilton |
| 2 James• 5 Micov• 7 Gudaitis• 16 Nedović• 23 Burns 0 Della Valle• 6 Musumeci• 9 Bertāns• 13 Fontecchio• 19 Kuzminskas• 20 Cinciarini• 32 Brooks | Formazioni | 0 Allen• 1 Hamilton• 5 Abass• 7 Vitali• 12 Mika 4 Ceron• 8 Laquintana• 10 Caroli• 18 Beverly• 29 Zerini• 34 Moss• 41 Sacchetti |
| Simone Pianigiani | Allenatori | Andrea Diana |

## Finale
| Arbitri: | Filippini (Pisa) Bettini (Bologna) Vicino (Pisa) |

| |            | |
| Carr 15 McAdoo 12 Cotton, Taylor, Wilson 11                                                                              | Punti      | 17 Gudaitis, Micov 14 Nedović 10 James |
| Carr, Poeta 4 | Assist     | 4 James |
| Wilson 7 | Rimbalzi   | 10 Gudaitis |
| 0 Wilson• 1 Rudd• 14 McAdoo• 15 Taylor• 32 Cotton 3 Anumba• 4 Carr• 6 Guaiana• 8 Poeta• 10 Delfino• 12 Cusin• 19 Marrone | Formazioni | 2 James• 5 Micov• 7 Gudaitis• 16 Nedović• 32 Brooks 00 Della Valle• 6 Musumeci• 9 Bertāns• 13 Fontecchio• 19 Kuzminskas• 20 Cinciarini• 23 Burns |
| Larry Brown | Allenatori | Simone Pianigiani |